# Fatma Şahin
Fatma Şahin (Gaziantep, 20 giugno 1966) è una politica turca, sindaco metropolitano di Gaziantep dal 7 aprile 2014.

## Biografia
Nata a Gaziantep da Mustafa e Perihan Şahin, ha completato gli studi secondari nella città natale per poi laurearsi in ingegneria chimica presso il Dipartimento di chimica e metallurgia dell'Università tecnica di Istanbul.
Dopo aver lavorato in posizioni dirigenziali in diverse aziende ha contribuito a fondare nel 2001 la sezione provinciale del Partito della Giustizia e dello Sviluppo a Gaziantep, venendo poi eletta al parlamento alle elezioni parlamentari del 2002, del 2007 e del 2011. Tra il 2011 e il 2013 è stata Ministro della famiglia e delle politiche sociali nel terzo governo Erdoğan, rimanendo l'unica donna ministro in carica.
Alle elezioni locali del 2014 viene eletta sindaco metropolitano di Gaziantep e nel 2018 viene eletta presidente dell'Unione dei comuni della Turchia.